# Katastrofa kolejowa w Marsa Matruh
Katastrofa kolejowa w Marsa Matruh – katastrofa na przejeździe kolejowo-drogowym, która miała miejsce 16 lipca 2008 r. pod Matruh w północno-zachodniej części Egiptu. W jej wyniku zginęło 40 osób, a ponad 80 zostało rannych.
Pociąg relacji Matruh – Aleksandria na przejeździe kolejowo-drogowym bez zapór rozciął przepełniony pasażerami autobus, mikrobus oraz dwa samochody osobowe, które zostały zepchnięte na tory. Według policji do wypadku doszło, gdy ciężarówka zderzyła się z samochodem i autobusem czekającymi przed przejazdem. Pociąg miał zepsute hamulce, o czym maszynista wcześniej nie informował. Jadąc z maksymalną dozwoloną prędkością, zaniedbał obowiązkowe ostrzeganie sygnałem dźwiękowym przy wjeździe na przejazd. Ofiary śmiertelne to zarówno pasażerowie pojazdów jak i pociągu. Do akcji ratunkowej włączono również służby ratunkowe z odległego Kairu.